# Gerbille charmante
Gerbillus amoenus
Espèce
Synonymes
- Gerbillus vivax (Thomas, 1902)

Statut de conservation UICN

 LC  : Préoccupation mineure
La Gerbille charmante (Gerbillus amoenus ou Gerbillus (Hendecapleura) amoenus) est une espèce qui fait partie des rongeurs. C'est une gerbille de la famille des Muridés.